# Wyspy Komandorskie
Komandory, Wyspy Komandorskie (ros. Командорские острова; ang. Commander Islands lub Komandorski Islands) – grupa bezleśnych wysp na wschód od Półwyspu Kamczatki, na Dalekim Wschodzie Rosji, na Morzu Beringa. Należą do nich: Wyspa Beringa, Wyspa Miedziana (Miednyj) i dwie małe wysepki. Największą miejscowością jest Nikolskoje na Wyspie Beringa.
Większość wysp obejmuje Komandorski Rezerwat Biosfery.

## Historia

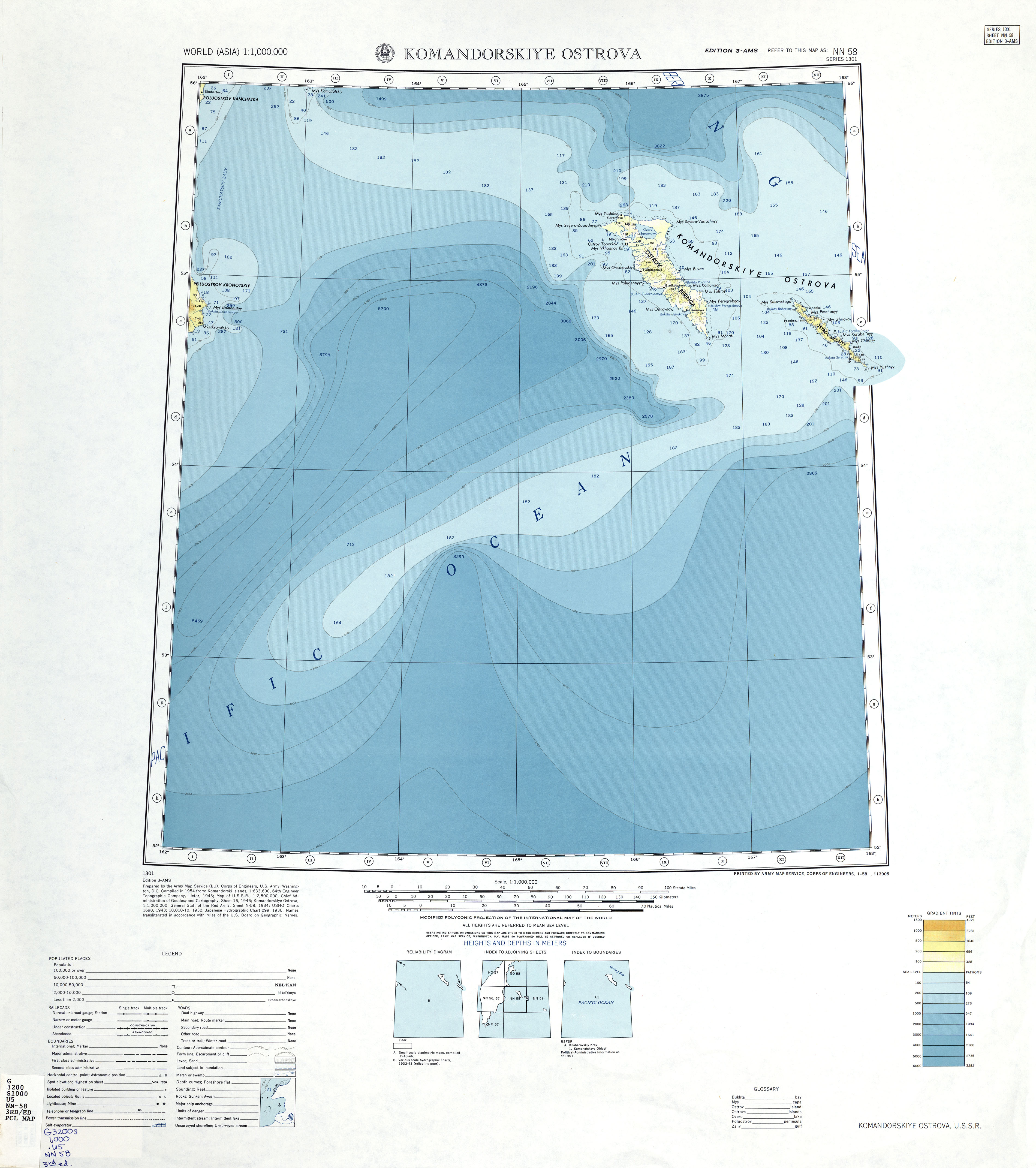
Mapa Wysp Komandorskich

Wyspy nazwano ku czci Vitusa Beringa, który zmarł tam w roku 1741, po rozbiciu się statku „Święty Piotr”. Aleuci (Unanganie) przybyli na te wyspy na początku XIX wieku z Wysp Aleuckich. Większość z Aleutów zamieszkujących dziś Wyspę Beringa przybyło z wyspy Atka, a ci żyjący na Wyspie Miednyj – z wyspy Attu. Dziś ludność wysp składa się z ok. 2/3 Rosjan i 1/3 Aleutów; źródłem utrzymania jest rybołówstwo oraz polowania na wieloryby i inne ssaki morskie.
W 1943 roku na otwartym morzu, ok. 160 km na południe od wysp, miała miejsce japońsko-amerykańska bitwa morska, nazwana potem bitwą koło Wysp Komandorskich.

## Przyroda
Wyspy porasta tundra i jest to na północnej półkuli najdalej na południe wysunięte stanowisko tego typu krajobrazu. Nie ma tu lasów, tylko w osłoniętych dolinach rzecznych występują zarośla wierzbowe, jarzębinowe i brzozowe. W podobnych siedliskach rosną też barszcz i wiązówka kamczacka (Filipendula formosa). W wodach przybrzeżnych obficie rosną wodorosty, w szczególności listownica. Na wybrzeżach licznie występują zwierzęta: kałan morski, uchatek grzywiasty, koticzak niedźwiedziowaty (zimą odpływający ku Japonii) oraz inne uchatkowate. Żywią się one dorszowatymi, głowonogami, skorupiakami, kiżuczami i śledziami pacyficznymi. Na powierzchni wysp i nad nimi żyją: lis niebieski (odmiana lisa polarnego), maskonur złotoczuby, fulmar zwyczajny, mewa trójpalczasta i pardwy.

## Zobacz
- syrena morska